# Conservador de florestas
Na Índia, um conservador de forestas é um oficial pertencente à elite do Indian Forest Service, responsável por gerir os assuntos relacionados com a protecção das florestas, ambiente e vida selvagem de um círculo florestal de um Estado ou território da Índia. Pode ser responsável por florestas de diversos distritos, sendo a autoridade máxima ao nível dos círculos florestais e representando os departamentos florestais de diversos distritos.